# Абдулах Галиб паша
Абдулах Галиб паша (на османски турски: عبد الله غالب پاشا; на турски: Abdullah Galib Paşa) е османски офицер и чиновник.

## Биография
Роден е в 1829 година в Цариград в семейството на египетския търговец Мехмед Садък ефенди. От февруари до май 1872 г. е министър на финансите. От май до август 1872 година е валия на Трабзонския вилает, а от април до юли 1873 г. - на Бурсенския (Хюдавендигар). През април 1876 година става министър на финансите и остава на поста до януари 1877 г. От февруари до декември същата година е кмет на Истанбул. От ноември 1878 до февруари 1879 е отново валия на Бурсенския вилает, а от март до септември 1879 г. е валия на Алепския вилает. От септември 1879 до ноември 1881 г. е валия в Кастамону, а от януари 1882 до февруари 1885 г. - в Солун. От февруари 1885 до февруари 1886 г. е валия на Островния вилает. От ноември 1891 до септември 1904 г. е министър на вакъфите.